# 康迪 (貝寧)
康迪是貝寧東部的城市，也是阿黎博里省的首府，位於首都波多諾伏以北523公里，距離科多努650公里，居民大多從事農業、貿易、運輸和手工業，主要農作物有玉米、棉花、木棉、小米和花生.，附近有高品質的鐵礦，2002年人口27,227。